# 大統領危機管理センター
大統領危機管理センター（だいとうりょうききかんりセンター、英: Presidential Emergency Operations Center PEOC）は、アメリカ合衆国・ホワイトハウスのイーストウイング地下にある建造物である。
元々は第二次世界大戦のフランクリン・ルーズベルト大統領の時代に原爆の攻撃に耐えられる想定で建設され、次第に大陸間弾道ミサイル(ICBM)襲来時の大統領の撤退場所となっていった（主要目的としては高度退避拠点としての位置付けであった）。

## 概要
この施設はウェストウィングの地下にあるシチュエーションルームとは異なる場所にあるものである。しかしながら、危機発生時に他の行政組織と連携するための幾つかのテレビと電話、通信システムが設置されている。
またホワイトハウスのセキュリティが寸断されて、P-56(ワシントンD.C.上空の厳重な飛行制限空域)の領空侵犯を招いた場合、大統領と閣僚の執務ができるスペースも設置されている。
日々の大統領危機管理センター機能は統合参謀本部のスタッフなどによって管理されている。

## アメリカ同時多発テロ事件
アメリカ同時多発テロ事件が発生した時の大統領危機管理センターは、以下のメンバーが入って危機管理に対応した。
- ディック・チェイニー副大統領
- セカンドレディのリン・チェイニー
- コンドリーザ・ライス国家安全保障問題担当大統領補佐官
- メアリー・マタリン副大統領顧問
- ルイス・リビー副大統領首席補佐官（英語版）
- ジョシュア・ボルテン大統領首席補佐官
- カレン・パーフィット・ヒューズ国務次官
- スティーヴン・ハドリー国家安全保障問題担当補佐官
- デービッド・アンディントン副大統領補佐官
- アメリカ合衆国シークレットサービス

## ジョージ・フロイド抗議運動
ジョージ・フロイド抗議運動が激化した2020年5月29日、大統領であるドナルド・トランプは大統領危機管理センターに移って執務を行なった。尚、これが運用当初から大統領本人がセンターに入った初めてのケースである。これは極秘に行われたことであり、情報がリークされたことで明るみに出た。これについて当時の国防長官であるマーク・エスパーは2022年の著書で「情報をリークした者は反逆罪に問われるべきである」と述べている。

## 映画・ドラマ
大統領危機管理センターはソルト(2010年)、エンド・オブ・ホワイトハウス（2013年）ホワイトハウス・ダウン(2013年)、24 -TWENTY FOUR-シーズン6、サバイバー: 宿命の大統領（2016年）などに登場した。